# Jacques Augustin Lambert Marin
Pour les articles homonymes, voir Jacques Lambert, Lambert et Marin.
Jacques Augustin Lambert Marin est un homme politique français né le 31 août 1755 à Lunéville (duché de Lorraine) et décédé à une date inconnue.

## Biographie
Jacques Augustin Lambert Marin est le fils de Paul Marin, pourvoyeur du roi, et de Christine Henry. Il est l'oncle du général Virgile Schneider.
Homme de loi à Sarre-Union, puis juge au tribunal de Bitche, il est député de la Moselle du  4 septembre 1791 à 1792. Il siège dans la majorité jusqu'au 20 septembre 1792.
Il est ensuite commissaire près le tribunal civil de la Meurthe, puis juge au tribunal criminel de Nancy et enfin président du tribunal militaire de l'armée de la Moselle.
Il a été marié à la sœur du général Antoine Charles Dominique de Lauthier-Xaintrailles.

## Sources
- « Jacques Augustin Lambert Marin », dans Adolphe Robert et Gaston Cougny, Dictionnaire des parlementaires français, Edgar Bourloton, 1889-1891 [détail de l’édition]